# 토부스구
토부스구(아제르바이잔어: Tovuz rayonu)는 아제르바이잔 북서부에 위치한 구로 행정 중심지는 토부스이며 면적은 1,942km2, 인구는 152,000명이다. 서쪽으로는 아르메니아, 북쪽으로는 조지아와 국경을 접한다.